# Центральный район (Кемерово)
Центральный район — один из внутригородских районов Кемерова, располагается на левом берегу реки Томи в центральной части города.

## География
Ограничивается с севера рекой Томь, с запада — Кузнецким проспектом, Красноармейской и Карболитовской улицами, с юга — проспектом Ленина, Соборной улицей и улицей Сибиряков-Гвардейцев, с востока — Волгоградской улицей.
Основными транспортными магистралями Центрального района являются проспекты: Ленина, Советский и Октябрьский — улицы: Красноармейская, Дзержинского, 50 лет Октября, Терешковой, — по границам района — улица Сибиряков-Гвардейцев и Волгоградская, Кузнецкий проспект.
С Кировским и Рудничным районами Центральный район связывают два моста через реку Томь — Кузнецкий (заменивший Коммунальный) и Кузбасский.
Глава района — Самодумов, Олег Юрьевич.

## История
Район сформирован в городе в 1930-е годы. Утверждён Указом Президиума Верховного Совета РСФСР от 15 марта 1941 года.

## Население
| 1959     | 1970     | 1979     | 1989     | 2002     | 2009     | 2010     |
| -------- | -------- | -------- | -------- | -------- | -------- | -------- |
| 112 623  | ↗213 561 | ↘122 800 | ↗134 599 | ↘107 691 | ↘101 264 | ↘100 197 |
| 2012     | 2013     | 2014     | 2015     | 2016     | 2017     | 2018     |
| ↗101 074 | ↗101 760 | ↗102 164 | ↗102 528 | ↗102 773 | ↗102 983 | ↗103 684 |
| 2019     | 2020     | 2021     |          |          |          |          |
| ↗103 974 | ↘103 324 | ↗103 609 |          |          |          |          |

## Крупнейшие улицы
- Весенняя улица расположена с севера на юг. Начинается от набережной реки Томь и заканчивается площадью Волкова. Пересекает проспект Советский, улицу Красноармейскую, улицу Николая Островского. Длина 1,5 км. Одна из старейших улиц Кемерова.
- Кузнецкий проспект — один из самых длинных и загруженных проспектов города. Пересекает проспекты Ленина, Советский. Проспект расположен с севера на юг. Пересекает 2 района города; Заводский и Центральный. Начинается от реки Томь и заканчивается в посёлке Комиссарово. Длина — 7,7 км.
- Притомская набережная находится на левом берегу реки Томь. Тянется с запада на восток. Начинается от Кузнецкого моста и заканчивается возле устья реки Искитимка. Длина 1,2 км. По центру улицы проходит липовая аллея. 5 спусков к реке.
- Соборная улица расположена с юга на север. Находится между улицей Сибиряков-Гвардейцев и проспектом Ленина. Заканчивается транспортной развязкой. На улице расположено трамвайное депо. Застройка улицы состоит как из современных многоэтажных зданий, так и частных домов 1960-х годов постройки. Длина — 950 метров. Название связано с тем, что на ней расположен Знаменский собор — самый крупный в Кемеровской области.
- Улица Терешковой. Названа в честь первой женщины-космонавта Валентины Терешковой. Улица Тянется с севера на юг. Пересекает три района: Рудничный, Центральный и Ленинский. Начинается от проспекта Шахтёров в Рудничном районе города и заканчивается в районе авторынка (конечная остановка трамвайного маршрута № 1). Улица Терешковой проходит по Кузбасскому мосту через реку Томь. В пределах Центрального района пересекает такие улицы, как Притомский проспект, Октябрьский проспект, Проспект Ленина, улица Сибиряков-Гвардейцев, проспект Химиков. Улица Терешковой — важная транспортная артерия города. По этой улице проходит участок федеральной трассы Р255 «Сибирь». По улице проезжает множество дальнобойщиков. Также по улице проходят все виды общественного транспорта: троллейбус (1, 12 и 15 маршруты), трамвай (1 маршрут), автобус (маршруты 1, 3, 8, 23а, 24, 31, 32, 61, 66, 82, 88, 100, 127, 165, 170э, 171э, 172э, 173э, 182э, 197э, 279э).
- Притомский проспект. Тянется с запада на восток параллельно Октябрьскому проспекту. Начинается от транспортной развязки в районе цирка и Центрального отделения ЗАГС), заканчивается в Ленинском районе (упирается в бульвар Строителей). На данный момент проспект частично застроен. В районе транспортной развязки ведётся строительство 25-этажных жилых комплексов. На Притомском проспекте расположены Управление Кузбасского отделения Западно-сибирской железной дороги, Музей истории железнодорожной техники, Восьмой кассационный суд, Ледовый дворец «Кузбасс», Московская площадь, строится спортивный комплекс «Кузбасс-Арена». Вдоль Притомского проспекта проходит Кемеровская детская железная дорога, которая в летние месяцы выполняет роль общественного транспорта (доставляет отдыхающих на озеро Красное). Притомский проспект является кратчайшей дорогой из центра города в Ленинский район, так как здесь нет ни одного светофора. В перспективе проспект полностью будет застроен жилыми комплексами и возможен пуск троллейбусной линии.